# The Kolors
I The Kolors sono un gruppo musicale pop rock-funk italiano formatosi a Napoli nel 2009.
Composto dai cugini Antonio "Stash" Fiordispino (voce e chitarra) e Alex Fiordispino (batteria e percussioni), dal tastierista (synth) e bassista Daniele Mona, che ha abbandonato il gruppo nel 2022, e, successivamente, dal 2018, dal bassista Dario Iaculli, il trio ha ottenuto popolarità nel 2015 trionfando alla quattordicesima edizione del talent show Amici di Maria De Filippi.

## Storia

### 2009-2014: primi anni
Il gruppo ha iniziato la propria attività nel 2009, anno in cui si esibiscono tutte le sere a "Le Scimmie", locale di Milano. Nel 2011 hanno realizzato il loro primo inedito I Don't Give a Funk e in seguito hanno aperto i concerti italiani di Paolo Nutini, Gossip, Hurts e degli Atoms for Peace.
Nel maggio 2014, con l'aiuto di Rocco Tanica degli Elio e le Storie Tese che collabora agli arrangiamenti e la produzione di Vichi Lombardo, The Kolors hanno pubblicato l'album di debutto I Want.

### 2015-2016: partecipazione adAmici 14eOut

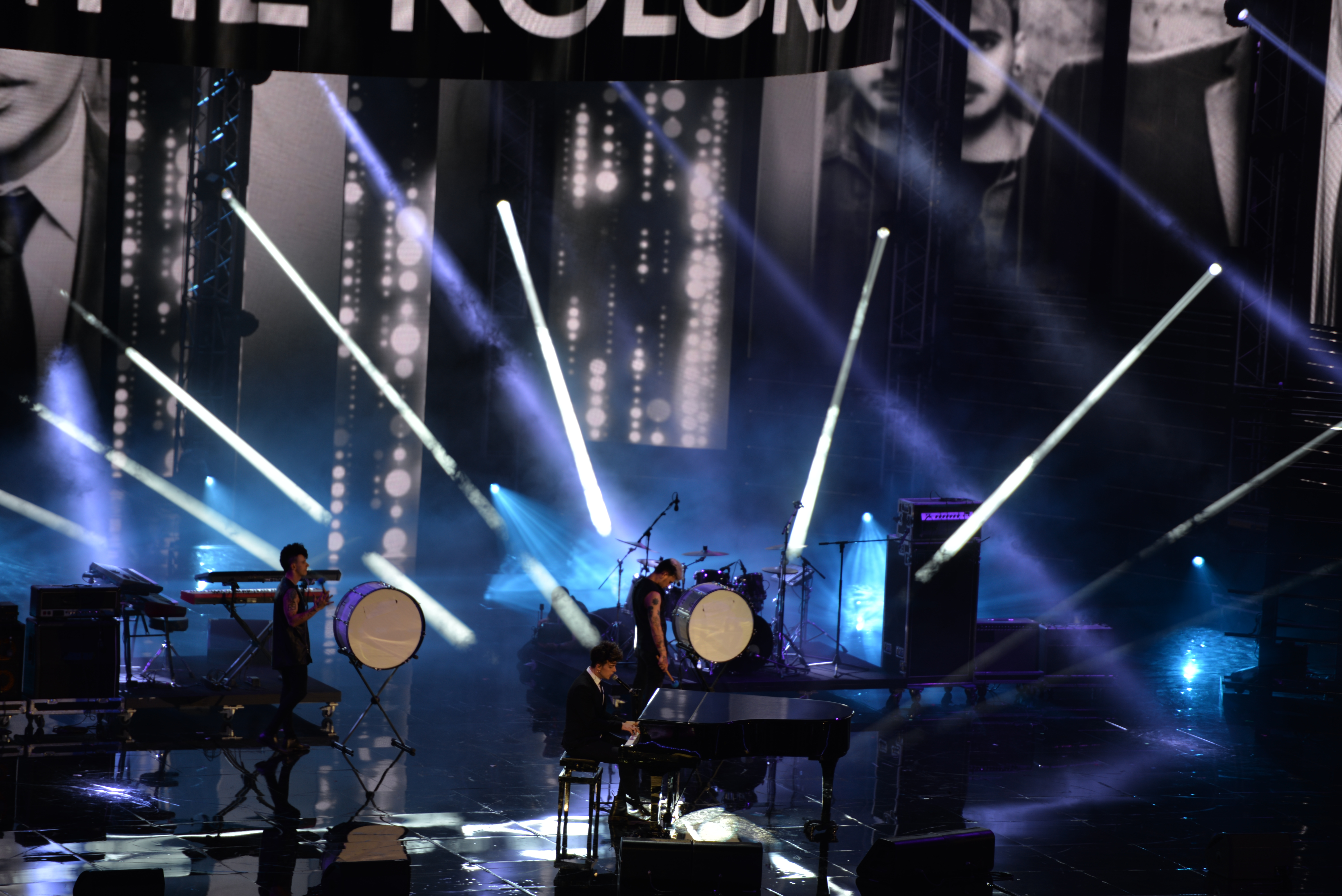
The Kolors durante i Wind Music Awards 2016

Nel 2015 The Kolors hanno partecipato alla quattordicesima edizione del talent show Amici di Maria De Filippi, venendo selezionati nella squadra blu capitanata dalla cantante Elisa. Il gruppo risulta vincitore dell'edizione del programma nella serata finale del 5 giugno 2015. Durante la partecipazione al programma, il 3 maggio 2015 hanno pubblicato il singolo Everytime, che ha raggiunto la prima posizione della classifica iTunes, mentre il 19 dello stesso mese hanno pubblicato il secondo album in studio Out, che ha esordito al primo posto della classifica italiana degli album ed è stato certificato quattro volte disco di platino in Italia per aver venduto oltre 200 000 copie. Il singolo Everytime è stato invece certificato disco di platino nella settimana ventinove.
Il 14 giugno 2015 il gruppo si è esibito sul palco del Parco delle Cascine di Firenze in occasione degli MTV Awards 2015, aprendo la serata con Everytime. Nello stesso mese hanno preso parte anche al Summer Festival 2015 con i brani Realize (in duetto con Elisa) e Everytime, vincitore della prima e della quarta puntata. Il 19 luglio 2015 hanno ricevuto la cittadinanza onoraria di Cardito (loro paese d'origine). Il 14 settembre è stato pubblicato il terzo singolo estratto da Out, Why Don't You Love Me?, per il quale è stato realizzato un videoclip, girato a Berlino e uscito il 18 settembre.
L'8 novembre è stato trasmesso su Italia 1 il concerto del gruppo tenuto ľ 11 settembre in occasione delľ Expo, seguito da un documentario riassuntivo che riassume tutta la carriera del gruppo.
Il 29 novembre il gruppo ha invece presentato attraverso il programma televisivo Che tempo che fa il singolo inedito OK, uscito il 4 dicembre; il brano ha anticipato l'edizione speciale di Out, uscita il 19 febbraio 2016 e comprendente anche una versione acustica di Everytime.

### 2017:You
Il 15 aprile 2017 il gruppo ha annunciato attraverso la rete sociale l'uscita del singolo What Happened Last Night, avvenuta sei giorni più tardi e che ha visto la partecipazione del rapper statunitense Gucci Mane e del duo EDM Daddy's Groove. Il 23 aprile The Kolors hanno annunciato il terzo album in studio You, fissando la sua pubblicazione al 19 maggio.
L'album ha debuttato alla quarta posizione della Classifica FIMI Album ed è stato promosso anche dai singoli Crazy e Don't Understand, usciti tra giugno e ottobre del 2017.

### 2018-2021: Festival di Sanremo 2018 e singoli stand-alone

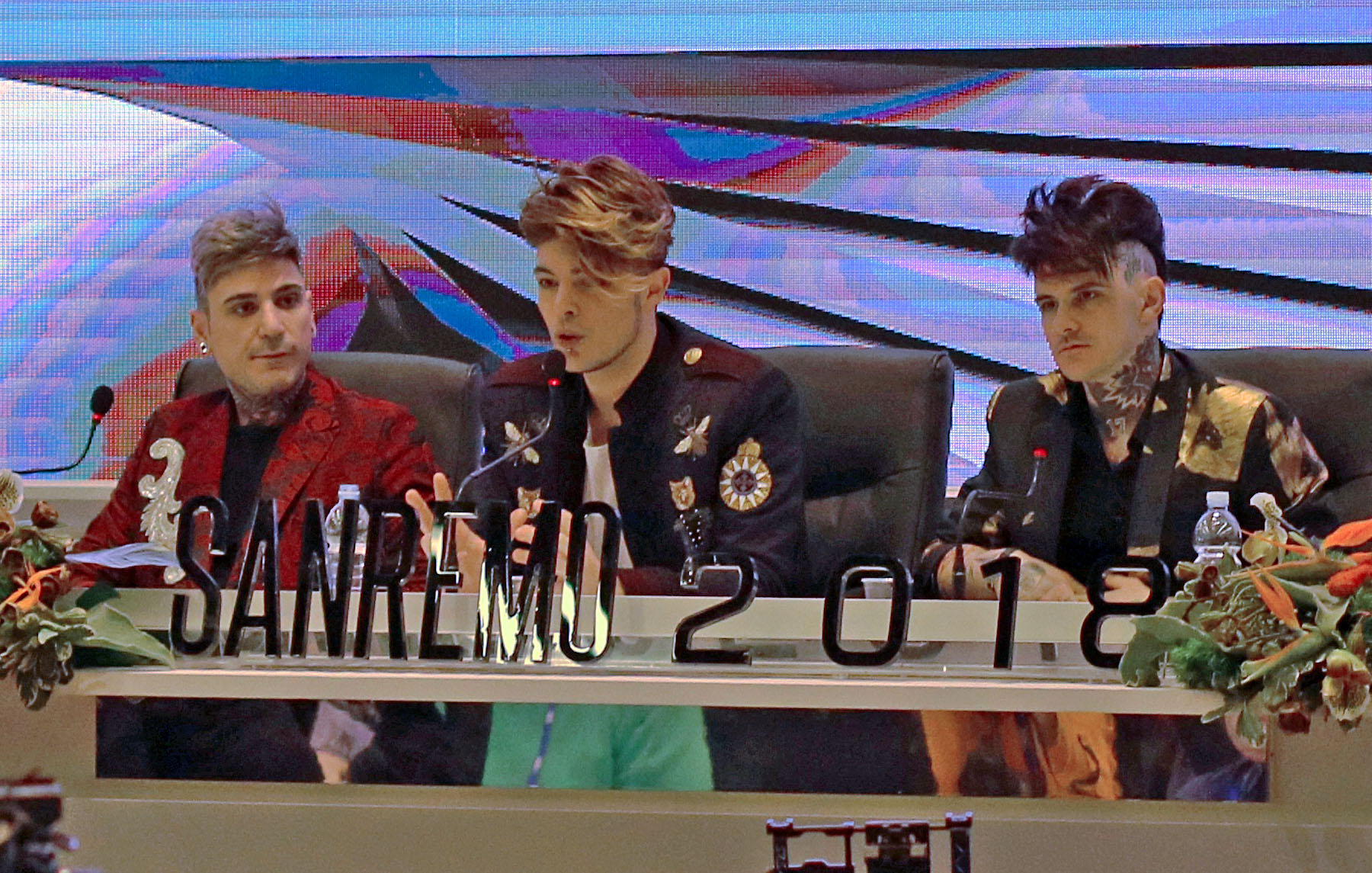
The Kolors al Festival di Sanremo 2018

Nel febbraio 2018 il trio ha preso parte al 68º Festival di Sanremo con Frida (mai, mai, mai), classificatosi al nono posto al termine della manifestazione. È stato il loro primo brano totalmente in lingua italiana e secondo loro brano a entrare tra le prime dieci posizioni della Top Singoli.
Il 15 maggio 2018 hanno lasciato la Baraonda per firmare un nuovo contratto discografico con la Universal Music Group sotto la Island Records. Il 6 luglio seguente pubblicano il singolo Come le onde, in collaborazione con J-Ax, mentre nel mese di ottobre viene annunciata la partecipazione del frontman Stash come professore e giudice nel talent show Amici di Maria De Filippi. A partire dal tour estivo di quell'anno è stato aggiunto alla formazione dal vivo il bassista Dario Iaculli.
Nel 2019 il trio ha collaborato con la cantante Elodie alla realizzazione del singolo Pensare male, uscito il 15 marzo e successivamente certificato disco di platino; nello stesso anno è uscito anche Los Angeles, frutto della collaborazione tra il gruppo e il rapper Gué. Nel 2020 hanno reso disponibile il singolo Non è vero, che rappresenta un ritorno alle sonorità funk degli esordi, mentre l'anno seguente è uscito Cabriolet panorama, singolo caratterizzato da sonorità elettro funk anni ottanta.
Il 18 giugno 2021 è stata pubblicata la raccolta Singles, contenente tutti i singoli pubblicati dal gruppo tra il 2019 e il 2021.

### 2022-2023: abbandono di Mona e cambio di etichetta
Il 23 ottobre 2022 Daniele Mona ha annunciato il proprio addio dal gruppo dopo tredici anni di permanenza.
Nell'aprile 2023 il gruppo ha terminato il contratto discografico con la Island Records, firmandone uno nuovo con la Warner Music Italy. Intorno allo stesso periodo Iaculli è divenuto componente ufficiale della formazione. La prima uscita con la nuova etichetta è il singolo Italodisco, distribuito il 5 maggio e che ha permesso alla formazione di esordire nuovamente nella Top Singoli dai tempi di Cabriolet panorama del 2021. Il singolo ha permesso al gruppo di trionfare al Power Hits Estate 2023 e di raggiungere per la prima volta la vetta della Top Singoli. 

### 2024-presente: doppio Sanremo
Nel febbraio 2024 hanno fatto ritorno al Festival di Sanremo, presentando il brano Un ragazzo una ragazza, classificatosi al sedicesimo posto nella serata conclusiva. Il 3 maggio successivo hanno pubblicato il singolo Karma che è stata la canzone più trasmessa in radio classificandosi per sei settimane alla prima posizione ed è stata certificata disco di platino.
Nel febbraio 2025 hanno partecipato nuovamente al 75º Festival di Sanremo con il brano Tu con chi fai l'amore, classificatosi al quattordicesimo posto al termine della manifestazione. Il 14 febbraio, nella quarta serata dedicata alle cover, hanno duettato con Sal Da Vinci cantando il brano Rossetto e caffè, classificatosi al decimo posto. Il 16 maggio è uscito il singolo Pronto come va.

## Formazione
Attuale
- Antonio "Stash" Fiordispino – voce, chitarra, basso, pianoforte, sintetizzatore, percussioni (2009-presente)
- Alex Fiordispino – batteria, percussioni (2009-presente)
- Dario Iaculli – basso (2023-presente)[62]

Ex componenti
- Daniele Mona – sintetizzatore, talk box, basso, percussioni (2009-2022)
- Alessandro Tammaro – basso (2009-2012)

## Discografia

### Album in studio
- 2014 – I Want
- 2015 – Out
- 2017 – You

### Raccolte
- 2021 – Singles

## Partecipazioni a manifestazioni canore
- Festival di Sanremo (Rai 1)
  - 2018 – 9º posto sezione "Campioni" con Frida (mai, mai, mai)
  - 2024 – 16º posto con Un ragazzo una ragazza
  - 2025 – 14º posto sezione "Campioni" con Tu con chi fai l'amore

## Riconoscimenti
- Amici di Maria De Filippi
  - 2015 – Premio della critica
- Cuffie d'Oro
  - 2015 – My Best Radio Artist
- Kids' Choice Awards
  - 2016 – Cantante italiano preferito
  - 2024 – Candidatura al cantante dell'anno[63]
- Medimex
  - 2015 – Artista rivelazione dell'anno
- MTV Awards
  - 2016 – Miglior esibizione
- MTV Europe Music Awards
  - 2023 – Candidatura al miglior artista italiano
- Music Awards
  - 2015 – Premio CD Oro per Out
  - 2016 – Premio Singolo Platino per Everytime
  - 2016 – Premio CD multi platino per Out
  - 2023 – Premio EarOne
  - 2023 – TIM Summer Hits per Italodisco
  - 2023 – Premio singolo platino per Italodisco
- Power Hits Estate
  - 2023 – Vincitori con Italodisco
- Premio Lunezia
  - 2016 – Proposta Internazionale
- Summer Festival
  - 2015 – Vincitori prima e quarta puntata per Everytime
  - TIM Music On Stage Awards
  - 2016 – Miglior fanbase
  - 2016 – Talento italiano del futuro
  - 2016 – Miglior look capelli mania
  - 2024 – Premio SIAE Award al brano più suonato dalle radio per Italodisco
  - 2024 – TIM Music Award multi platino per Un ragazzo una ragazza
  - 2024 – Premio EarOne al brano più ascoltato in radio per Karma
  - 2025 – Premio EarOne al brano più ascoltato nelle radio italiane per Karma